# ذكاء موقفي
الذكاء الموقفي هو القدرة الكامنة للشخص على التعامل بذكاء حال تعرضه لسيناريوهات معينة في الحياة دون غيرها. على سبيل المثال، يمكن للشخص استكمال مكعب روبيك على نحو فائق، لكنه سيعاني بشدة في حالة دخوله إحدى مسابقات تهجئة الكلمات شفويًا (Spelling bee).